# Solanum lycocarpum
Solanum lycocarpum is een vaste plant uit de nachtschadefamilie (Solanaceae), die inheems is in de savannen van de Cerrado in Brazilië. De plant wordt hier lobeira ('wolfsplant') of fruta-do-lobo ('fruit van de wolf') genoemd, daar de vruchten het favoriete fruit zijn van de manenwolf (Chrysocyon brachyurus).

## Beschrijving
Solanum lycocarpum is een bloeiende struik die een hoogte bereikt tussen de 1,2 en 3 meter. De bladeren zijn groot, diep gelobd en bedekt met zachte grijswitte haartjes.

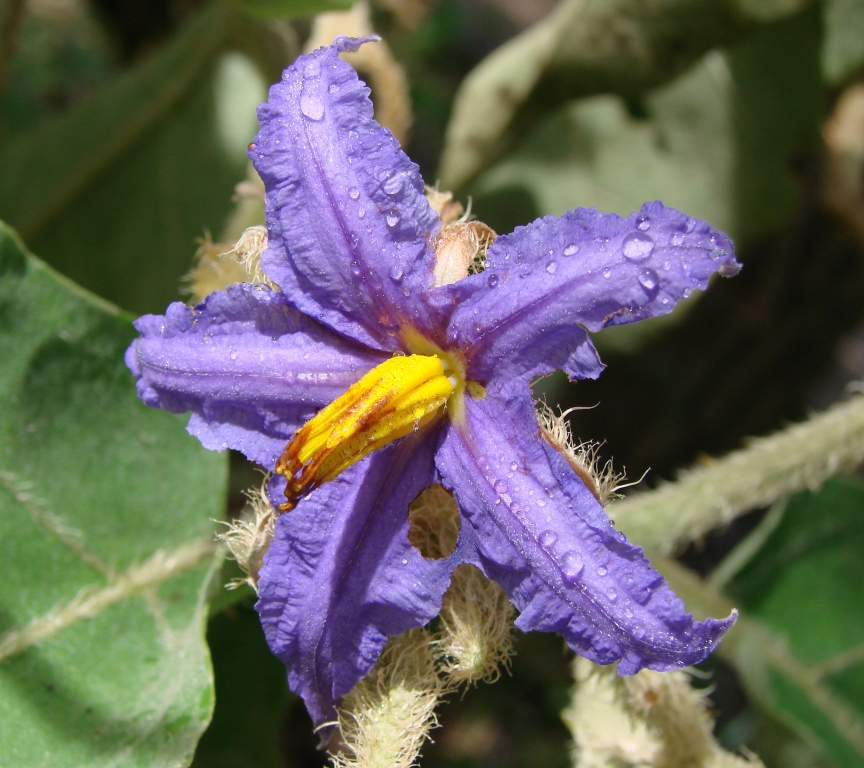
Bloem

De stervormige blauwe of paarse bloemen verschijnen van de late herfst tot vroeg in de lente en lijken op die van de verwante bitterzoet (S. dulcamara). De vruchten kunnen een diameter van 13 centimeter bereiken. Ze zijn na rijping goudgeel met een variabele rode blos. Ze lijken qua vorm en inhoud op de tomaat (S. lycopersicum). De textuur en kleur van het vruchtvlees lijkt op dat van de aubergine (S. melongena), net als de brede, fluweelachtige vruchthoed.

## Verspreiding
Solanum lycocarpum groeit voornamelijk in vochtige kleibodem van de savannen van de Cerrado. De plant prefereert een volle zon en een getemperd klimaat. 

## Gebruik
De rijpe vruchten zijn eetbaar en worden door de lokale bevolking in jams verwerkt of als veevoeder tijdens het droge seizoen. Onrijpe vruchten zijn echter rijk aan tannine. De overige plantendelen zijn giftig, zoals bij de meeste soorten in de nachtschadefamilie. 
Het medisch nut van de plant is niet bewezen, maar ze wordt in de lokale volksgeneeskunde toegepast voor diabetes. Naar verluidt beschermen de vruchten de manenwolf tegen infectie van Dioctophyme renale, een rondworm die gewoonlijk fataal voor het dier is. Ze kunnen tot wel de helft van zijn dieet vormen.
... · 
S. bauerianum · 
S. crispum · 
S. dulcamara (Bitterzoet) · 
S. jasminoides (Klimmende nachtschade) · 
S. lycocarpum · 
S. lycopersicum (Tomaat) · 
S. macrocarpon (Antruwa) · 
S. melongena (Aubergine) · 
S. muricatum (Pepino) · 
S. nigrum (Zwarte nachtschade) · 
S. nigrum subsp. schultesii (Beklierde nachtschade) · 
S. physalifolium (Glansbesnachtschade) · 
S. quitoense (Lulo) · 
S. sodomaeum (Sodomsappel) · 
S. sessiliflorum (Orinoco-appel) · 
S. triflorum (Driebloemige nachtschade) · 
S. tuberosum (Aardappel) · 
S. uporo (Kannibaaltomaat) · 
S. villosum (Donsnachtschade) · 
S. wendlandii (Costa Ricaanse nachtschade) · 
...